# Гринау
Гринау (њем. Grinau) општина је у њемачкој савезној држави Шлезвиг-Холштајн. Једно је од 131 општинског средишта округа Херцогтум Лауенбург. Према процјени из 2010. у општини је живјело 331 становника. Посједује регионалну шифру (AGS) 1053038, NUTS (DEF07) и LOCODE (DE GIU) код.

## Географски и демографски подаци
Гринау се налази у савезној држави Шлезвиг-Холштајн у округу Херцогтум Лауенбург. Општина се налази на надморској висини од 22 метра. Површина општине износи 2,7 km². У самом мјесту је, према процјени из 2010. године, живјело 331 становника. Просјечна густина становништва износи 121 становника/km².